# Tripscompagnie Oostkant
De Tripscompagnie Oostkant is een voormalig waterschap in de Nederlandse provincie Groningen.
Het schap lag ten westen van Muntendam. De noordgrens was de Daaleweg, evenals de oostgrens (en het verlengde daarvan), de zuidgrens lag zo'n 300 m zuidelijk van de Nieuweweg en de westgrens bij het Tripcompagniesterdiep. De molen stond in het midden van de polder en stond via een uitwateringskanaal (wijk) in verbinding stond met het Tripcompagniesterdiep. De wijk liep echter niet rechtstreeks, maar liep eerst 720 m naar het oosten (op dit punt sloeg de molen van de Kleine Munte uit), daarna 530 m langs de oostgrens van het schap naar het zuiden en vervolgens 1,5 km naar het westen.
Waterstaatkundig gezien ligt het gebied sinds 2000 binnen dat van het waterschap Hunze en Aa's.